# Unholy Ground
Unholy Ground ist das vierte Studioalbum der finnischen Rockband Sunrise Avenue. Es erschien am 18. Oktober 2013 bei Universal Music. Die erste Singleauskopplung war Lifesaver, die zweite Little bit love. Das Album enthält neben Rock- und Pop-Elementen auch Facetten aus Country und Southern Rock.

## Entstehung
Die Stücke wurden von Samu Haber zusammen mit einigen Songwriter geschrieben, hauptsächlich mit Sharon Vaughn und Carl Björsell, die auch schon am Vorgängeralbum Out of Style beteiligt waren und Jukka Immonen. Sharon Vaughn war 2008 für den Nashville Songwriters Hall of Fame nominiert.
Zusammen mit Jukka Backlund und Jukka Immonen entstanden im südfinnischen Hollola im Petrax Studio die ersten Demoaufnahmen. Anschließend erfolgte die Produktion im Frühsommer 2013 in einem Studio in Helsinki.

## Cover und Booklet
Das Cover zeigt über die ganze Coverfläche ein schwarz-weiß gestaltetes Profilbild von Samu Haber, der eine schwarze Lederjacke trägt. In diesem Profilbild befinden sich von oben nach unten ebenfalls in Schwarz-Weiß kleinere Profilbilder von Riku Rajamaa, Raul Ruutu und Sami Osala, die schwarze T-Shirts tragen. Der Hintergrund ist rot-marmoriert. In der Mitte rechts steht der klassische Schriftzug Sunrise Ave. Unter diesem Schriftzug findet sich ebenfalls Mitte rechts kleiner und in Schwarz der Titel des Albums.
Neben den Songtexten enthält das Booklet Porträtbilder der Bandmitglieder und ein doppelseitiges Bandfoto. Gestaltet wurde es von Matthias Bäuerle, für die Fotos zeichnet Olaf Heine verantwortlich. Die Rückseite des roten Booklets ziert die Formulierung „In Jukka we trust“.

## Inhalt und Titelliste
Inhaltlich geht es auf diesem Longplayer um das unstete Bandleben, das sowohl durch die Reisen sehr schöne Erfahrungen, aber zwangsläufig auch Einsamkeit und Heimweh mit sich bringt. „The contrast of light and shadow, of happiness and darkness is a style element that has always played an important role for Samu Haber and Sunrise Avenue when creating music.“
1. Unholy Ground – 3:10
2. Lifesaver – 3:58
3. Little Bit Love – 3:44
4. I Can Break Your Heart – 3:47
5. Hurtsville – 3:20
6. Letters in the Sand – 3:55
7. Girl Like You – 3:46
8. If I Fall – 3:56
9. Aim for the Kill – 3:54
10. Don’t Cry (Don’t Think About It) – 3:25
11. Afraid of the Midnight – 3:13

## Veröffentlichungen und Erfolg
Das Album erzielte sowohl in Deutschland wie auch in Österreich und in der Schweiz die bisher höchste Albumplatzierung von Sunrise Avenue. Außer in diesen genannten Ländern wurde es auch in Finnland veröffentlicht. Das Album ist noch in einer Deluxe-Edition als Doppel-CD erhältlich, darauf befindet sich auch Livematerial der „The Big Band Theory Tour 2013“.

## Rezensionen
Ampya.com bescheinigt der Band, dass sie wie immer auch mit Unholy Ground ihr Maxime, Wert auf Ehrlichkeit und Authentizität zu legen, einmal mehr ohne irgendwelche faulen Kompromisse umgesetzt hätten. Sie schreiben: „Egal, ob mit Banjos und Mundharmonika auf dem Lagerfeuer-Rocker I Can Break Your Heart, der eindringlichen Einsamkeits-Hymne Hurtsville, der halbakustischen Trostballade Don’t Cry (Don’t Think About It) oder dem bombastischen Breitwand-Pop von Letters in the Sand – Sunrise Avenue beherrschen in Perfektion, was guten, frischen und modernen Poprock heute ausmacht“.
laut.de bewertet das Album wie folgt: „Definiert sich Country in Finnland durch den bloßen Kurzzeit-Einschub dreier Banjo-Pickings aus der Retorte (I Can Break Your Heart)? Soll das im selben Song geparkte Powerchords-Riff etwa der Wink mit dem Southern Rock-Pfahl sein?“ Von den im Pressetext von Universal angekündigten „überraschenden Stilelementen“ könne nicht die Rede sein.
Für Plattentest.de ist das Album „eine Sammlung leerer, inhaltsloser Schablonen, Musik zum Abgewöhnen“.
Rock-Fanatics.de schreibt: „Eine Mischung aus Rock und Pop, Songs die von Ballade bis Mid Tempo reichen und eingängige Melodien.“ Ohrwürmer seien garantiert, und der Wiedererkennungswert sei nicht zuletzt durch Samu Habers weiche und markante Stimme gegeben. Einzig aus der Reihe fiele I Can Break Your Heart. Der Song brächte allein schon durch sein Banjo-Intro deutliche Country-Anleihen mit sich.